# ヤン・ヤーコプ・マリア・デ・ホロート

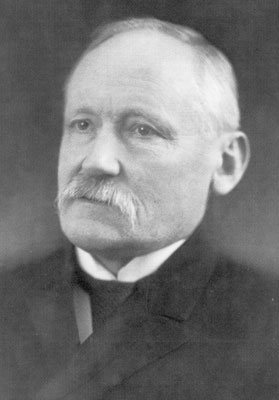

ヤン（ヨハネス）・ヤーコプ・マリア・デ・ホロート（Jan Jakob Maria de Groot、1854年2月18日 - 1921年9月4日）は、オランダの中国学者、宗教史学者。清末の中国の民間信仰や宗教の歴史の研究で知られる。主著に『中国宗教制度』がある。
姓はデ・フロート、デ・グロートとも記される。中国名は高延(Gāo Yán)。

## 生涯
デ・ホロートはスヒーダムに生まれ、1873年から植民地（オランダ領東インド）の中国語通訳官になるためにライデン大学のグスタフ・シュレーゲルに学んだ。1876年から1878年まで厦門で福建語を学んだ後、バタヴィアで通訳として働いたが、病気のために1883年に帰国した。同年ライデンで開かれた東洋学会でエミール・ギメと知りあった。
バタヴィア時代に出版した厦門の年中行事に関する著書によって、1884年にライプツィヒ大学の博士の学位を取得した。
デ・ホロートはオランダ植民地省に働きかけて、1886年から1890年に中国を再訪し、中国の風俗や民間信仰を調査した。『中国宗教制度』はこのときの調査を元にしている。
デ・ホロートは調査するだけでなく、人夫を福建から直接オランダ領東インドに送るための組織づくりをも行った。さらにデ・ホロートはギメ東洋美術館のために神像などの収集を行い、その功績によってフランスからレジオン・ドヌール勲章シュヴァリエを受賞した。
1891年にライデン大学のオランダ領東インドの地理および民族学の教授に就任した。しかし肩書きと異なって実際には中国を研究し続けた。シュレーゲルが没すると、その後任として1904年に中国学教授に任命された。1911年にベルリン大学に移り、没するまでその任にあった。フランス文学院より1894年、1898年、1902年にスタニスラス・ジュリアン賞を受賞。

## 主な著作
1881-83年にオランダ語で書いた『厦門の年中行事』はフランス語改訂版がギメ東洋美術館から出版された。
- Les Fêtes annuellement célébrées à Émoui (Amoy). Annals du Musée Guimet. 11. (1886)
- Les Fêtes annuellement célébrées à Émoui (Amoy). Annals du Musée Guimet. 12. (1886)

1883年にボルネオで洪門会が暴動を起こすと、それを契機にボルネオ華人社会の公司制度(英語版)の研究を出版した。ただし当時はボルネオの公司はほとんど機能していなかった。
- Het Kongsiwezen van Borneo. 's Gravenhage: Martinus Nijhoff. (1885)

1893年には中国の仏教に関する著書を公刊した。
- Le code du Mahâyâna en Chine. Amsterdam: Johannes Müller. (1893)

主著の『中国宗教制度』は6冊が刊行されたが、未完に終わっている。当初は全6部になる予定だったが、第2部までが出版された。
- The Religious System of China: book 1: Disposal of the Dead: part 1/2. 1. Leiden: Brill. (1892)
- The Religious System of China: book 1: Disposal of the Dead: part 3. 2. Leiden: Brill. (1894)
- The Religious System of China: book 1: Disposal of the Dead: part 3. 3. Leiden: Brill. (1897)
- The Religious System of China: book 2: on the Soul and Ancestral Worship: part 1. 4. Leiden: Brill. (1901)
- The Religious System of China: book 2: on the Soul and Ancestral Worship: part 2/3. 5. Leiden: Brill. (1907)
- The Religious System of China: book 2: on the Soul and Ancestral Worship: part 4/5. 6. Leiden: Brill. (1910)

『中国における宗派と宗教迫害』（2巻）は義和団事件を反映して書かれた。中国が宗教的に寛容だとするのは誤りで、儒教は伝統的に異端に対する迫害を行ってきたとする。
- Sectarianism and religious persecution in China. Amsterdam: Johannes Müller. (1903-1904)

1908年にアメリカ合衆国で中国の宗教に関する講義を行った。
- The Religion of the Chinese. New York: Macmillan. (1910)

1910年から翌年にかけて再びアメリカを訪れて中国宗教史の講義を行った。中国の儒教、道教、仏教は3つの異なる宗教ではなく、古代からの宇宙の宗教(Universism)を共通に持っていると主張した。
- Religion in China. Universism: A Key to the Study of Taoism and Confucianism. New York, London. (1912)

ベルリン時代に『Universismus』を出版した。
- Universismus: die Grundlage der Religion und Ethik, des Staatswesens und der Wissenschaften Chinas. Berlin: Georg Reimer. (1918)

### 日本語訳
- 清水金二郎; 荻野目博道 訳『中国宗教制度』 1巻、大雅堂、1946年。
- 西脇常記 訳『中国の墓』竜雲舎、1976年。
- 牧尾良海 訳『風水：地霊人傑の思想』大正大学出版部、1977年。
- 牧尾良海 訳『中国の風水思想：古代地相術のバラード』第一書房、1986年。
- 牧尾良海 訳『中国における宗教受難史』国書刊行会、1980年。（Sectarianism and religious persecution in China の翻訳）
- 牧尾良海 訳『タオ・宇宙の秩序』平河出版社、1987年。（Universismus の翻訳）

## 影響
マックス・ヴェーバーは『儒教と道教』を著す際にデ・ホロートの強い影響を受けた。